# Pracovní stanice

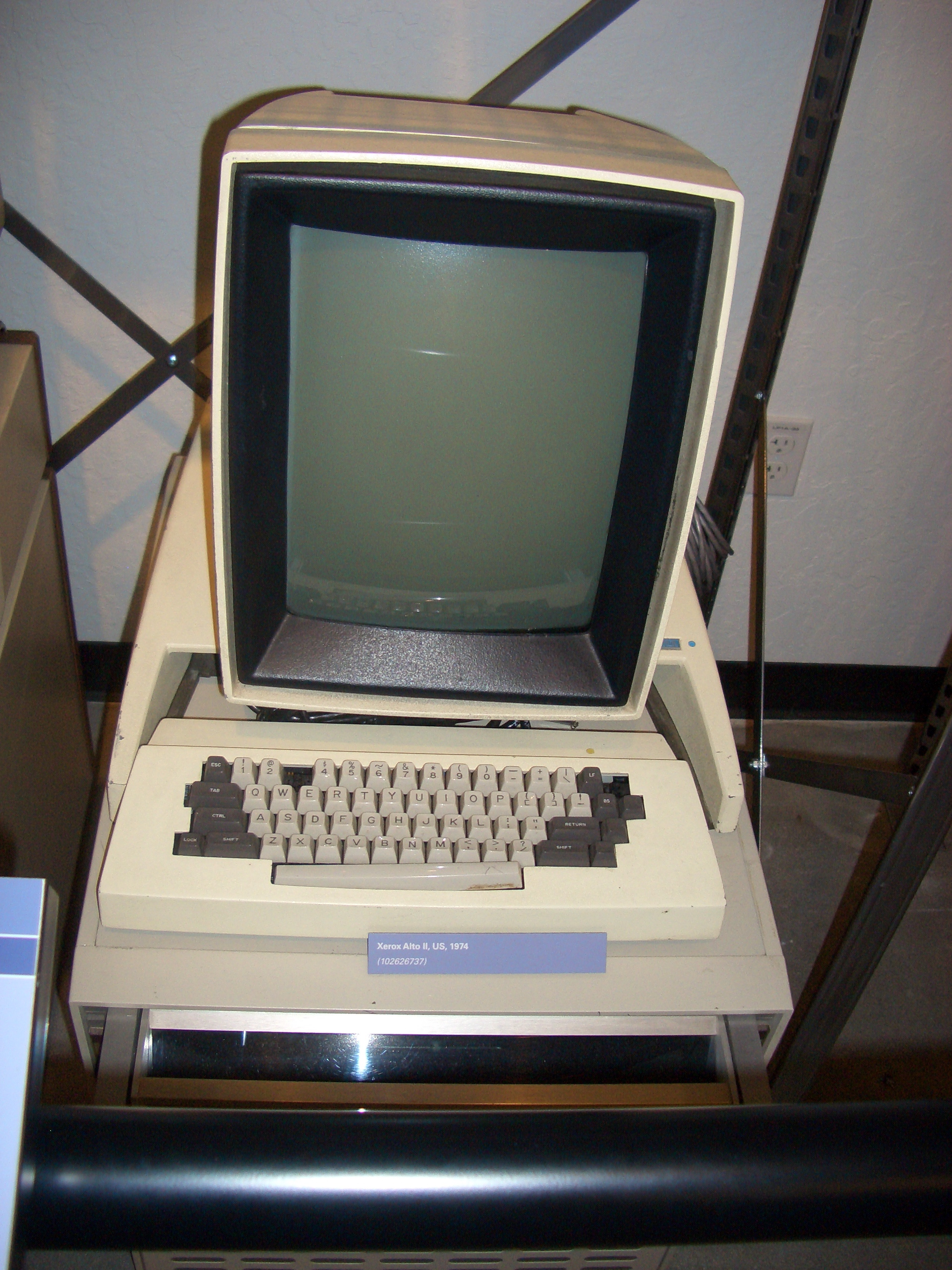
Xerox Alto minipočítač, první k použití grafického uživatelského rozhraní s myší a počátkem ethernetu

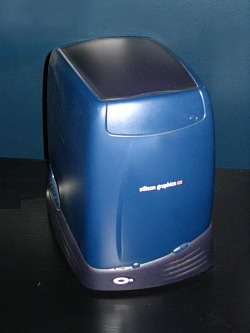
SGI O2 Workstation

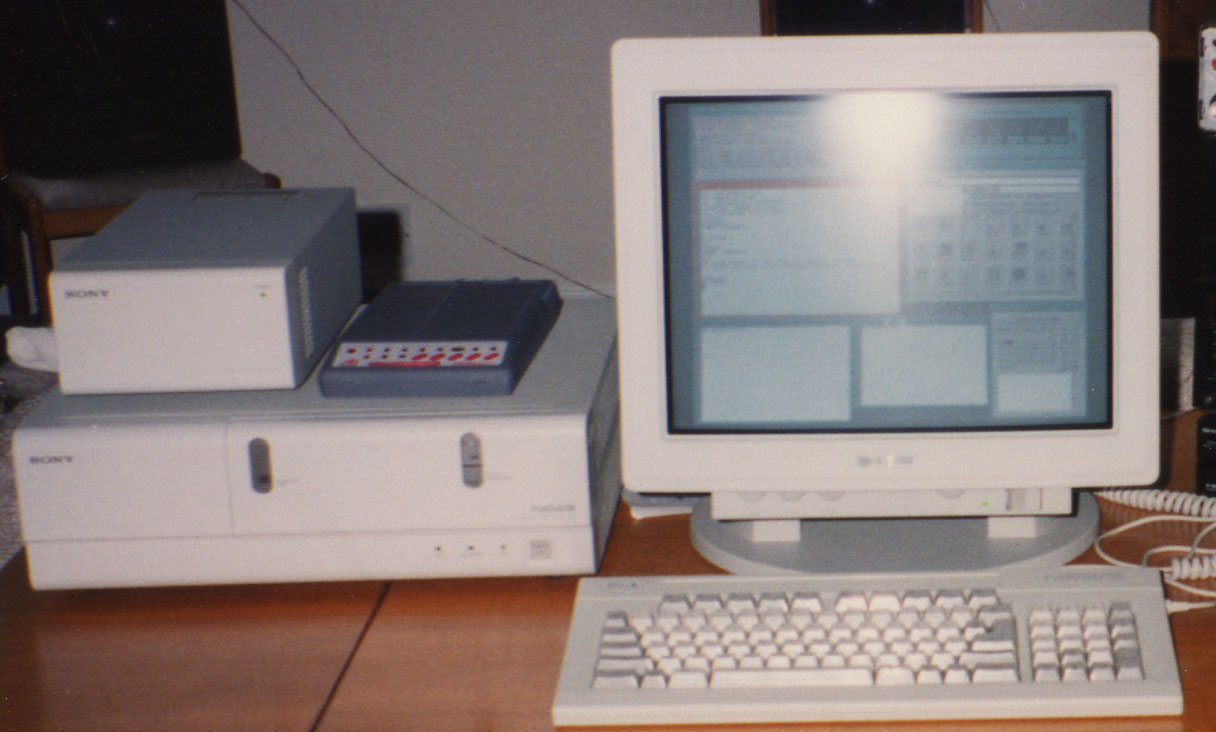
Sony NEWS, 2x 25MHz 68030 procesor

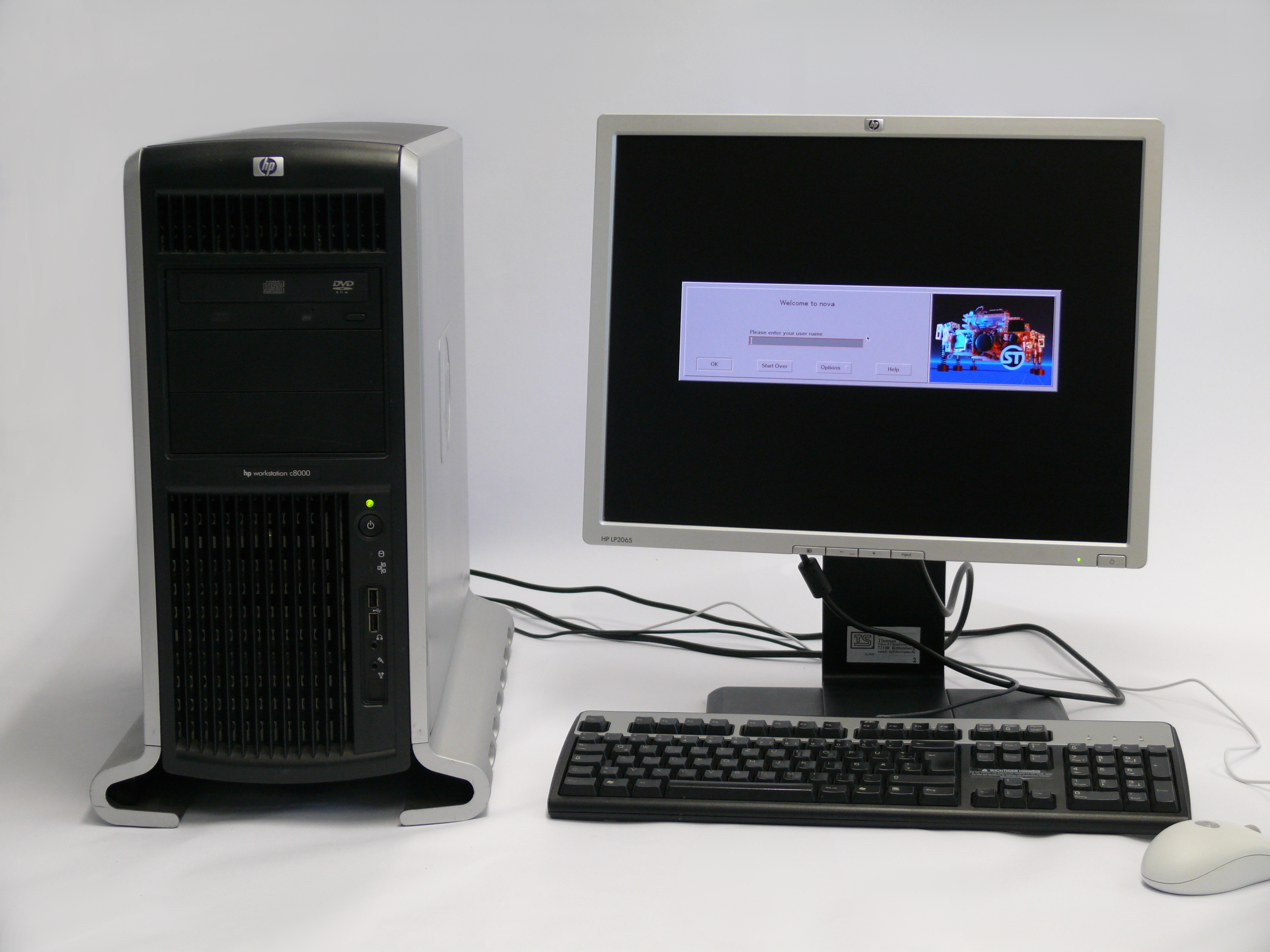
HP 9000 pracovní stanice

Pracovní stanice (anglicky workstation, nebo Unixová pracovní stanice, RISCová pracovní stanice nebo technická pracovní stanice) je špičkový desktop nebo stolní mikropočítač navržený pro technické použití. Pracovní stanice jsou obvykle určeny pro práci jednoho uživatele, i když mohou být zpřístupněny i vzdáleně dalším uživatelům.
Pracovní stanice nabízejí obvykle vyšší výkon než běžná výpočetní technika. Mají obvykle vyšší výkon grafiky, procesoru, velikost paměti a schopnost multitaskingu.
Pracovní stanice jsou obvykle přizpůsobeny pro zobrazování komplexních informací a manipulaci s nimi (např. 3D konstrukce, výsledky technické simulace a matematické diagramy). Ovládací panely se většinou skládají minimálně z displeje, klávesnice a myši, ale často podporují vícenásobné displeje a mohou často využívat server. Využívají-li se pro design a vizualizační úlohy, mohou obsahovat specializovaná vstupní zařízení jako grafické tabule nebo spaceball. Pracovní stanice byly prvními komerčními počítači, které nabízely komunikační vybavení, například pro videokonference.
Následováním vývoje počítačů obecně je dnešní průměrný osobní počítač výkonnější, než byla ta nejvýkonnější pracovní stanice v době předchozí generace. Výsledkem pak je, že obchod s pracovními stanicemi se začíná specializovat od té doby, co spousta komplexních operací, které kdysi vyžadovaly špičkové systémy, mohou dnes být ovládány univerzálními počítači. Nicméně, pracovní stanice jsou navrženy a přizpůsobeny situacím, které vyžadují značný výpočetní výkon, přičemž mají sklon zůstávat použitelné, zatímco tradiční osobní počítače nereagují.

## Vývoj pracovních stanic
Dnešní počítače z běžného prodeje používají komponenty, které poskytují uspokojivý výkon za dostupné ceny, pro úlohy které nevyžadují vysokou výpočetní sílu. Pro náročné aplikace z mnoha oblastí (zdravotnictví, inženýrství, grafická produkce) jsou ale stále potřeba specializované pracovní stanice.
Na počátku roku 1980 musely pracovní stanice splňovat takzvané tři M (3M počítače): musely mít Megabajt paměti, Megapixelové rozlišení displeje a výpočetní výkon MFLOPS (milion operací s plovoucí řádovou čárkou za sekundu). Jakkoli se to zdá být dnes směšné, jednalo se o několikanásobně vyšší výpočetní sílu tehdejších počítačů. V roce 1981 mělo IBM PC 16 kiB paměti, pouze textový display a počet operací s plovoucí řádovou čárkou okolo 1 kFLOPS (s matematickým koprocesorem 30 kFLOPS). Obyčejné počítače také postrádaly další potřebné vlastnosti jako např.: síťové prvky, grafickou akceleraci a vysokorychlostní sběrnice.
Dalším cílem bylo dostat cenu pod takzvaný „Megapenny“, což je méně než 10 000 dolarů. To se podařilo až po roce 1980, ovšem jen částečně (střední či vyšší třída stanic byla pořád v rozmezí 15 000 až 100 000 dolarů). Vývoj pracovních stanic přímo ovlivňoval také oblast osobních počítačů:
Výkonná CPUI když RISC procesory nabízely na počátku výkonovou převahu nad CISC procesory stejné ceny, rodina procesorů Intel x86 byla stále na špici prodejů.
Hardwarová podpora pro operace s plovoucí řádovou čárkouPC měly volitelně tyto funkce na přídavném čipu až do nástupu procesoru 80486DX. Ale i poté výkon x86 procesorů v této oblasti zaostával za ostatními procesory kvůli limitacím architektury. Dnes mají i levné PC výkon v řádech gigaFLOPS, ale pro aplikace náročné na operace s plovoucím řádem jsou stále potřeba výkonné systémy.
Velké množství pamětiPůvodně byla kapacita paměti IBM kompatibilních počítačů limitována na velikost 640KB (zatímco rané pracovní stanice pracovaly s kapacitou několika MB) bez rozšířené paměti. Toto omezení padlo až s nástupem procesorů 80286 (adresace až 16 MB paměti), ale bylo zapotřebí použít speciální programovací techniky (tzv. rozšířený mód) pro přístup k oblastem paměti nad 640KB (až do nástupu 80386). 64bitové pracovní stanice a servery, umožňující adresaci paměti nad 4 GB limit, se objevily na počátku 90. let, zatímco na poli osobních počítačů se tato technologie objevila zhruba o patnáct let později.
Operační systémyPrvní stanice používaly Unix, nebo operační systémy na Unixu založené. To nebylo u osobních počítačů, vzhledem k omezením jejich procesorů (adresace paměti), možné, a tato situace se změnila až s nástupem 80386.
Velké displejeNástup větších úhlopříček (17" až 21"), vyšších rozlišení a vyšších obnovovacích frekvencí.
Výkonný 3D grafický hardwareVzrůstající obliba tohoto typu hardware v oblasti PC okolo poloviny 90. let, byla z velké části zapříčiněna vznikajícími hrami využívajícími 3D akceleraci (Quake a další). Pracovní stanice většinou nabízely lepší kvalitu zobrazení, někdy ovšem na úkor rychlosti.
Vysokorychlostní a velkokapacitní datová úložištěPrvní stanice a servery používaly proprietární diskové rozhraní, až do nástupu SCSI v polovině 80. let. Toto rozhraní bylo dostupné i pro PC, ale bylo limitováno rychlostí ISA sběrnice a jeho rozšíření omezovala vysoká cena. Dnes se používá nejčastěji Serial ATA, které poskytuje propustnost porovnatelnou se SCSI, ovšem za nižší cenu.
Spolehlivost systému i jednotlivých komponentAčkoliv mnoho pokročilých technologií se v levnějším provedení objevilo i v konzumním sektoru, na komponenty v pracovních stanicích jsou kladeny větší nároky a tudíž musí být i spolehlivější (např. schopnost pracovat dlouhodobě pod plnou zátěží bez poruchy). V těchto podmínkách by životnost běžně dostupných komponent byla znatelně snížena.
Užší integrace mezi OS a hardwaremVýrobce stanic většinou navrhuje jak hardware, tak software, který se na nich provozuje. To umožňuje větší optimalizaci a odladění celého systému, než např. v případě Windows, které jsou závislé na ovladačích a aplikacích ostatních výrobců. U PC je také třeba počítat s rozdílným HW od různých výrobců, což také komplikuje situaci a může se negativně projevit na stabilitě systému, která bývá horší než u pracovních stanic.

## Historie
Zřejmě první počítač, který by mohl být označen jako pracovní stanice, byl IBM 1620, malý (na tehdejší dobu) počítač určený pro jednoho uživatele. IBM 1620 byl představen v roce 1959 a jeho zvláštností bylo, že neobsahoval žádný aritmetický obvod. Ke sčítání byla zapotřebí dodatečná paměť, obsahující pravidla pro sčítání. Díky tomuto opatření mohlo IBM ušetřit peníze za obvody a tudíž zlevnit celý počítač (z počátku byl pronajímán za 1000 dolarů na měsíc). Kódové označení tohoto stroje, CADET (Computer with Advanced Economic Technology), bylo pak uživateli překládáno jako Can’t Add, Doesn’t Even Try (Neumí sčítat, ani to nezkoušejte).
V roce 1965 IBM představilo IBM 1130, vědecký počítač míněný jako nástupce IBM 1620. Oba tyto systémy uměly spouštět programy psané ve Fortranu a podobných jazycích. Oba byly konstruovány přibližně na velikost pracovních stolů a k oběma bylo možné přikoupit přídavné disky, tiskárny a čtečky děrných štítků. Ke komunikaci s počítačem se používal konzolový psací stroj.
Počítače Lisp vyvinuté v MIT (Massachusettský technologický institut) roku 1970, propagovaly některé principy pracovních stanic: byly velmi výkonné, určené pro jednoho uživatele a navrženy pro vysoce interaktivní využití. První pracovní stanice, která používala grafické rozhraní, myš a první Ethernet, byl Xerox Alto. Xerox Alto byl vyvinut v Xerox PARC v roce 1973. Další stanice byly například Three Rivers PERQ (1979) a později Xerox Star (1981).
Na počátku roku 1980 se s příchodem 32bitových mikroprocesorů (např. Motorola 68000) objevilo na trhu mnoho nových firem, včetně firmy Apollo Computer a firmy Sun Microsystems, která vyráběla Unixové pracovní stanice založené na výše zmíněném procesoru. Mezitím, jako vedlejší produkt VLSI Projektu agentury DARPA, vzniklo několik pracovních stanic pro práci s grafikou (SGI 3130 a následovníci z řad firmy Silicon Graphics). V tehdejší době nebylo nezvyklé rozlišovat cílový trh pro pracovní stanice. Stanice firem Apollo a Sun byly považovány za síťové pracovní stanice, zatímco SGI stanice byly zaměřené na práci s grafikou. S nástupem procesorů založených na architektuře RISC mnoho výrobců přešlo na tyto procesory.
Pracovní stanice byly velmi drahé. Typicky cena několikanásobně převyšovala cenu tehdejších standardních PC a někdy stála nová pracovní stanice tolik, co luxusní auto. Vysoká cena byla způsobena použitím velmi výkonných komponent a také zahrnutím vlastností, které v tehdejších PC nebyly (např. vysokorychlostní síť a složitá grafika). Výrobci pracovních stanic se snažili vytvořit dobře vybalancované systémy tak, aby vysoký výkon komponent nebyl nikde brzděn žádným úzkým hrdlem.
Výbavou pracovních stanic je často SCSI nebo Fibre Channel diskové systémy, vysoce výkonné 3D akcelerátory, vícejádrové 64bitové procesory, velké množství operační paměti RAM a kvalitně navržené větrání. Většina výrobců pracovních stanic také nabízí speciální služby v případě opravy či výměny systému. Hranice mezi pracovní stanicí a obyčejným PC se ale stále rozostřuje, se stále vzrůstajícími požadavky na výkonnost počítačů v konzumním sektoru. To napomáhá vývoji aplikací pro stanice.
Existovaly pokusy srazit cenu stanic co nejníže, například odstraněním lokálního úložiště dat, tedy vytvoření bezdiskové stanice s úložným prostorem na vzdáleném serveru. Toto opatření nejenže snížilo nákupní cenu, ale také snížilo výdaje na administraci.

### PC z třídy pracovních stanic
Významnou částí trhu s PC jsou systémy s podobným zaměřením jako pracovní stanice, ale sestavené z PC komponent. Použity jsou komponenty z nejvyšších produktových řad, které jsou z hlediska funkcí podobné běžným konzumním komponentám, ale nabízejí vyšší kvalitu nebo výkon. Obvyklé bývá použití komponent běžně používaných v serverech - příkladem mohou být procesory AMD Opteron, Intel Xeon, či grafické karty ATI FireGL, nebo Nvidia Quadro.
Tyto PC mohou mít některé z následujících vlastností:
- podpora pamětí s korekcí chyb (ECC paměti)
- více paměťových slotů používajících paměťové moduly s bufferem
- podpora více procesorů
- výstup na více displejů

## Současný stav
Z dřívějších výrobců Unixových pracovních stanic pokračuje ve výrobě pouze firma Sun Microsystems. V lednu 2009 byla zastavena výroba pracovních stanic založených na technologii RISC a IBM stáhla z trhu svoji řadu produktů IntelliStation.
Současný trh s pracovními stanicemi se reorganizoval okolo mikroprocesorů x86-64. Operační systémy na těchto platformách jsou Microsoft Windows, různé distribuce GNU/Linuxu, Mac OS X a Solaris 10.
Příklady dnešních pracovních stanic:
- blade systémy (IBM HC10, Hewlett-Packard xw460c, podobné řešení nabízí i Sun Visualization System)
- extrémně výkonné pracovní stanice (SGI Virtu VS3xx)